# اوور-لو-امون
اوور-لو-امون (به فرانسوی: Auvers-le-Hamon) یک کمون در فرانسه است که در سارت (فرانسه) واقع شده‌است. اوور-لو-امون ۴۷٫۸۳ کیلومتر مربع مساحت دارد.